# دوري الدرجة الثانية الياباني 2019
دوري الدرجة الثانية الياباني 2019 (باليابانية: 2019年のJ2リーグ) هو الموسم 21 من الدوري الياباني الدرجة الثانية. أشرف على تنظيمه اتحاد اليابان لكرة القدم، وفاز فيه كاشيوا ريسول.